# 4-Methyl-2-pentanol
4-Methyl-2-pentanol ist eine chemische Verbindung aus der Gruppe der racemischen Alkohole. Wenn in diesem Artikel oder in der wissenschaftlichen Literatur von 4-Methyl-2-pentanol ohne Präfix die Rede ist, meint man das 1:1-Gemisch (Racemat) der beiden enantiomeren Formen, also (R)-4-Methyl-2-pentanol und (S)-4-Methyl-2-pentanol.

## Gewinnung und Darstellung
4-Methyl-2-pentanol kann durch  Reduktion von Mesityloxid in essigsaurer Lösung mit Platin als Katalysator hergestellt werden.

## Eigenschaften
4-Methyl-2-pentanol ist eine wenig flüchtige, entzündbare, farblose Flüssigkeit mit süßlichem Geruch, die wenig löslich in Wasser ist. Sie zersetzt sich bei Erhitzung.

## Verwendung
4-Methyl-2-pentanol wird hauptsächlich für die Herstellung von Schmieröladditiven und als Aufschäumer für die Flotation von Metallerzen eingesetzt. Es wird auch als interner Standard für die Charakterisierung einer flüchtigen Fraktion von Weinen verwendet.

## Sicherheitshinweise
Die Dämpfe von 4-Methyl-2-pentanol können mit Luft ein explosionsfähiges Gemisch (Flammpunkt 40,5 °C, Zündtemperatur 335 °C) bilden.